# Igor Šemrinec
Igor Šemrinec (Bojnice, 20 november 1987) is een Slowaakse profvoetballer die als keeper bij de AS Trenčín speelt.

## Erelijst
| Slowaaks Landskampioenschap | 2x | 2014/15, 2015/16 |
| Slowaakse beker             | 2x | 2014/15, 2015/16 |